# إسراء الشافعي
إسراء الشافعي هي ناشطة حقوق مدنية ومدونة بحرينية. أسست وتعمل مديرة تنفيذية في شبكة شباب الشرق الأوسط. الشافعي زميلة مؤتمر تيد ومنظمة مرددا الخضراء وقد أشار إليها مراسل سي إن إن جورج وبستر بأنها "مدافعة صريحة لحرية التعبير". ظهرت في مجلة فاست كومباني باعتبارها إحدى أعظم مائة مبدع في الأعمال". في عام 2011 أدرجها موقع ذا ديلي بيست باعتبارها إحدى أشجع سبعة عشر مدون في جميع أنحاء العالم. هي أيضا إحدى المروجات للموسيقى كوسيلة للتغيير الاجتماعي وأسست ألحان الشرق الأوسط التي تعتبر حاليا أكبر منصة للموسيقيين تحت الأرض في منطقة الشرق الأوسط وشمال أفريقيا.
الشافعي حاصلة على جائزة بيركمان للإبداع الإنترنتي من مركز بيركمان للإنترنت والمجتمع في كلية هارفارد للحقوق في عام 2008 «للاشتراكات غير المسددة إلى الإنترنت وتأثيرها على المجتمع». في عام 2012 حصلت على زمالة مؤسسة شاتلوورث لعملها على فتح موقع CrowdVoice.org. كما حصلت على جائزة موناكو للإعلام التي تقر الاستخدامات المبتكرة من وسائل الإعلام من أجل تحسين الإنسانية. في عام 2014 ذكرت مجلة فوربس أنها أوردتها ضمن قائمة تضم ثلاثين شخص أصحاب المشاريع الاجتماعية الأكبر تأثير في العالم. أدرجها المنتدى الاقتصادي العالمي باعتبارها إحدى أكثر خمسة عشر امرأة ساهمت في تغيير العالم في عام 2015.

## الخلفية
إسراء الشافعي وفقا لحسابها الخاص تتذكر مشهد المعاملة غير الإنسانية للعمال المهاجرين عندما كانت طفلة. هذا جنبا إلى جنب مع تصوير وسائل الإعلام النمطية لشباب الشرق الأوسط الذي دفعها لتأسيس شبكة شباب الشرق الأوسط. بمرور الوقت توسعت الشبكة لتشمل قضايا حقوق مدنية أخرى في الشرق الأوسط وتشعبت لخلق مجموعة متنوعة من منصات ذات حضور عالمي.